# Zawameki
1993年11月、阪神甲子園球場において行われたキリスト教の大集会「全日本リバイバル甲子園ミッション」を機にCD化されたオリジナルの賛美歌。Zawamekiシリーズ16枚のアルバムと10枚のシングルをリリース。2001年よりキリスト教宣教団体「全日本リバイバルミッション」の賛美部門として独立スタート。愛知県新城市を拠点に活動。　　　　　　　　　　　　　　　　
2018年１月、再びリバイバルミッション傘下に入り、賛美部門、サーバントチームにも参加。　　　　　　　　　　　　　　　
2024年4月、賛美でより熱く自分達で切り開いていきたい意向から、再び独立する。
2025年4月にZawamekiの法人登録が完了したことにより、尚も世界のリバイバルのために熱く賛美をし、賛美と御言葉を通して世界各地に福音を述べ伝え続けている。CDでは、全日本リバイバルミッション監修で1~5、5.5、6~8.、ベストアルバム、　独立以降、9~12、13、14「New」　　　Zawameki伝道部門、Hiraku&Norikoとしても、アルバム「風に助けられて」を2017年秋にリリース。